# Dirty Laundry (Kelly Rowland)
Dirty Laundry è un singolo della cantante statunitense Kelly Rowland, pubblicato nel 2013 ed estratto dall'album Talk a Good Game.
Il brano è stato coscritto e prodotto da The-Dream.

## Tracce
- Download digitale

1. Dirty Laundry – 5:29